# بحيرة أكلمام سيدي علي
أكلمام سيدي علي هي بحيرة مغربية تتواجد بإقليم ميدلت، في النفوذ الترابي لجماعة إيتزار قرب الحدود مع إقليم إفران في قلب السلسلة الجبلية للأطلس المتوسط، تمتد على مساحة 500 هكتار، العمق 36 متر، وفي علو 2100 متر عن سطح البحر. محدودة بحافة جبل سيدي علي الذي يصل إلى علو 2395 متر (جبل بوييزان) المتكون من صخور بركانية صلبة. عند الحد الشرقي للبحيرة توجد غابة متنوعة تتكون من أشجار القطران الأطلنتي ، جونيبيروس تونيفيرا وكيرسوس روتونديفوليا. الضفة الأخرى للبحيرة تحد بمستنقع مملوء وكبير (تانزولت) مرطبة بالمنابع والجداول.

## وصلات خارجية
- صورة للمنطقة من الفضاء

### مواقع إيكولوجية مغربية
- Biodiversité J.Delacre
- بوابة البيت المغربي للإكولوجيا والنظُم الإكولوجية
- تاريخ إفران
- عالم الحيوانات بالمغرب
- مجموعة الإكولوجيون المغربيون للدراسة والبحث في الحيوانات الصحراوية
- الأرض المغربية
- Futura science-Protection du singe Magot